# Éditions des Saints Pères
Les Éditions des Saints Pères sont une maison d'édition indépendante, créée en 2012 par Florian Zeller, Jessica Nelson et Nicolas Tretiakow, spécialisée dans la reproduction de manuscrits originaux de grands textes de la littérature,.

## Activité
Fabriqués en France, les manuscrits sont imprimés à partir de fac-similés (reproductions de vieux livres, dessins, œuvres d'art ou autres éléments à valeur historique, aussi identiques que possible à la source originale). Dans une certaine mesure, en plus de son travail d'édition, ce projet déborde sur la conservation du patrimoine littéraire. Tous les livres du premier tirage de chaque publication sont numérotés à la main, de 1 à 1 000.
Certaines publications offrent les épreuves corrigées : manuscrit qui comprend les ratures, les modifications, les rectifications de l'auteur (qui tient compte des remarques de l'éditeur) avant la publication du texte, directement de la main de l'écrivain,. 

## Manuscrits publiés

### Années 2010
- 2012 : Hygiène de l'assassin d'Amélie Nothomb[3],[9]
- 2013 : L'Écume des jours de Boris Vian[10]
- 2013 : La Belle et la Bête de Jean Cocteau
- 2013 : Le Mépris , Jean-Luc Godard (scénario du film) adapté du roman d'Alberto Moravia
- 2014 : Voyage au bout de la nuit de Louis Ferdinand Céline[4]
- 2014 : Vingt mille lieues sous les mers de Jules Verne
- 2015 : Candide de Voltaire
- 2015 : Les Fleurs du mal de Charles Baudelaire
- 2015 : Le passage de la madeleine dans Combray dans Du côté de chez Swann dans À la recherche du temps perdu de Marcel Proust
- 2015 : Alice au pays des Merveilles de Lewis Carroll
- 2016 : Madame Bovary de Gustave Flaubert
- 2016 : Notre-Dame de Paris de Victor Hugo[11]
- 2016 : Le Mystère de Jean l'oiseleur de Jean Cocteau[12]
- 2016 : Contes de Charles Perrault[13]
- 2016 : (en) Jane Eyre de Charlotte Bronte[14]
- 2017 : Le Tour du monde en 80 jours, de Jules Verne
- 2017 : Alcools, de Guillaume Apollinaire
- 2017 : La Gloire de mon père, de Marcel Pagnol
- 2017 : The Great Gatsby, de F. Scott Fitzgerald
- 2017 : La Voix humaine, de Jean Cocteau, illustré par Bernard Buffet
- 2017 : La Bible historiale, de Guyart des Moulins
- 2018 : J’accuse, d'Émile Zola
- 2018 : (en) Frankenstein, de Mary Shelley
- 2018 : (en) Musical Diary [Le Carnet musical, 1784-1791), de W.A. Mozart
- 2018 : Le Deuxième Sexe, de Simone de Beauvoir
- 2018 : (en) The Picture of Dorian Gray, de Oscar Wilde
- 2018 : La Nuit des temps, de René Barjavel
- 2018 : (en) Alice’ s Adventures Under Ground, de Lewis Carroll
- 2018 : (en) The New York Trilogy, de Paul Auster
- 2019 : Manuscrits, d'Arthur Rimbaud
- 2019 : (en) Mrs Dalloway, de Virginia Woolf
- 2019 : Autour de la Lune, de Jules Verne
- 2019 : Le Château de ma mère, de Marcel Pagnol
- 2019 : (en) The General Theory of Relativity, de Albert Einstein
- 2019 : (en) Peter Pan, de J. M. Barrie

### Années 2020
- 2020 : (en) 1984, de George Orwell
- 2020 : (en) In Cold Blood, de Truman Capote
- 2021 : La Peste, d'Albert Camus
- 2021 : Courrier sud, d'Antoine de Saint-Exupéry
- 2021 : Journal, d'Alfred Dreyfus
- 2022 : Le Loup des steppes, d'Herman Hesse
- 2022 : (en) The Jungle Book, de Rudyard Kipling
- 2022 : Toxique, de Françoise Sagan
- 2023 : Guerre, de Louis-Ferdinand Céline
- 2023 : (en) The Grapes of Wrath, de John Steinbeck
- 2024 : Calligrammes, de Guillaume Apollinaire
- 2024 : (en) Notebook, de William Blake